# Kirchdorf (Basse-Saxe)
Kirchdorf est une commune allemande de l'arrondissement de Diepholz, Land de Basse-Saxe.

## Géographie
| Barenburg            | Sulingen  | Steyerberg |
| Varrel Bahrenborstel | Kirchdorf |            |
|                      |           | Uchte      |

## Histoire
Kirchdorf est mentionné pour la première fois en 1380 sous le nom de "Karcktorpe".
Selon la tradition locale, le lieu doit son nom à l'église que la comtesse de Hoya a fait construire, après qu'elle fut aidée lorsque son véhicule s'est retrouvée coincée par la neige. Elle voulait voir son époux qui faisait son service militaire. Il pourrait s'agir de Heinrich II de Hoya.
En mai 1974, Kuppendorf et Scharringhausen fusionnent avec Kirchdorf.

## Source de la traduction
- (de) Cet article est partiellement ou en totalité issu de l’article de Wikipédia en allemand intitulé « Kirchdorf (bei Sulingen) » (voir la liste des auteurs).